# 와타나베 유가
와타나베 유가(일본어: 渡辺 悠雅, 1996년 5월 15일~)는 일본의 축구 선수이다.

## 구단 경력
그는 2019년 J3리그의 가마타마레 사누키에 입단했고, 4년동안 팀에서 뛰었다.